# In My Darkest Hour
Singles de Megadeth
Wake Up Dead
(1986) Anarchy in the U.K.
(1988)
In My Darkest Hour est une chanson du groupe Megadeth issue de l'album So Far, So Good... So What! sorti en 1988. Dave Mustaine a écrit la chanson en une seule séance juste après avoir appris la mort de Cliff Burton. D'après Dave, ni James ni Lars ne l'auraient informé de la mort de Cliff. Quand il a appris la nouvelle, Dave est allé acheter de l’héroïne, s'est assis et a pleuré puis a pris une guitare acoustique et a commencé à composer.
La chanson a été publiée en disque promotionnel et n'a donc pas été classée dans les charts.

## Composition du groupe
- Dave Mustaine - chants, guitare rythmique, guitare solo.
- David Ellefson - basse, chœurs.
- Jeff Young - guitare rythmique, guitare solo.
- Chuck Behler - batterie

## Liste des titres
| A. | In My Darkest Hour | Dave Mustaine, David Ellefson | Dave Mustaine | 6:17 |
| B. | In My Darkest Hour | Dave Mustaine, David Ellefson | Dave Mustaine | 6:17 |